# Постолін (Поморське воєводство)
Постолін (пол. Postolin) — село в Польщі, у гміні Штум Штумського повіту Поморського воєводства.
Населення — 516 осіб (2011).
У 1975-1998 роках село належало до Ельблонзького воєводства.

## Демографія
Демографічна структура станом на 31 березня 2011 року:
|          | Загалом | Допрацездатний вік | Працездатний вік | Постпрацездатний вік |
| -------- | ------- | ------------------ | ---------------- | -------------------- |
| Чоловіки | 256     | 64                 | 177              | 15                   |
| Жінки    | 260     | 62                 | 158              | 40                   |
| Разом    | 516     | 126                | 335              | 55                   |